# Nekropole von Peciña

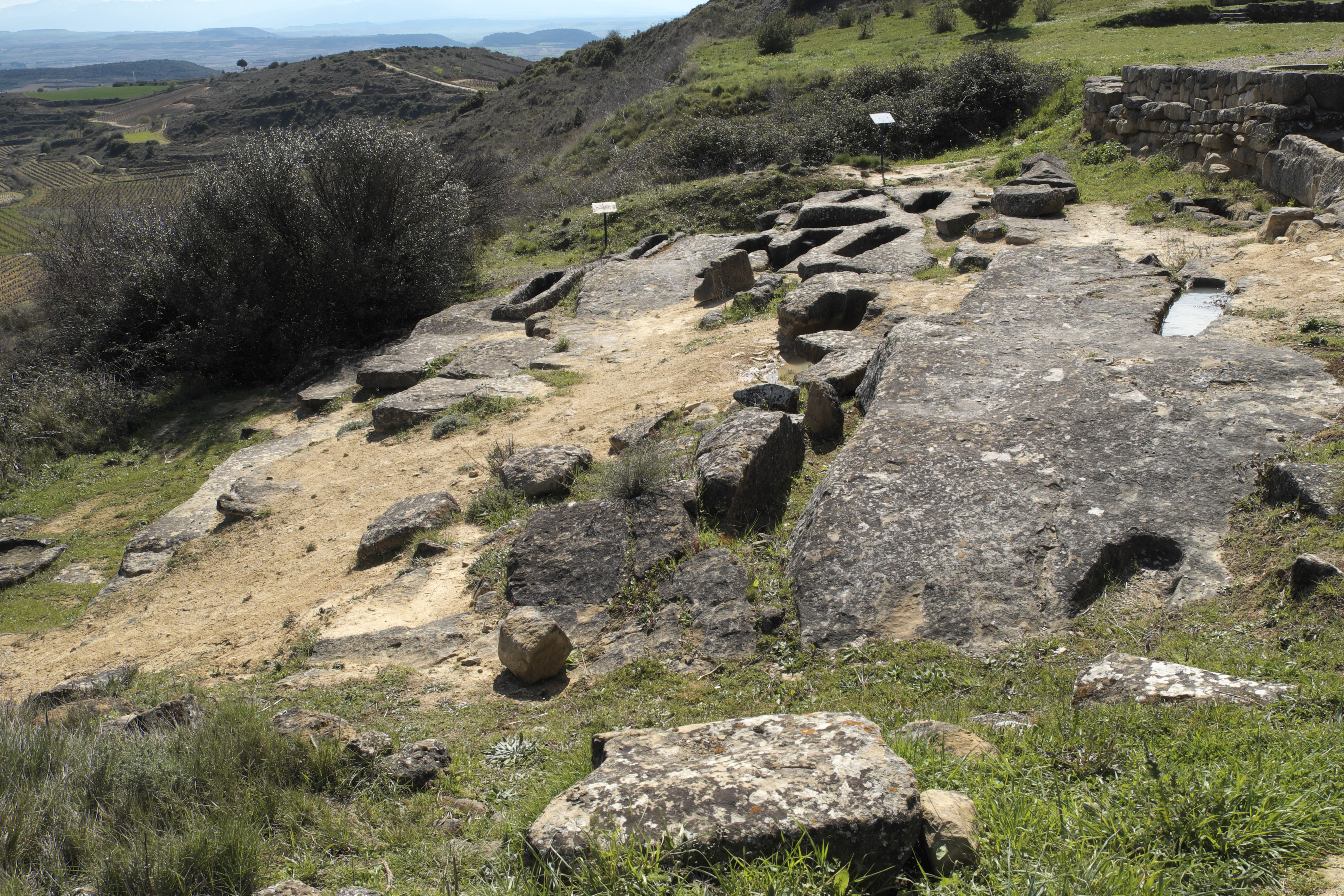
Nekropole von Peciña

Die Nekropole von Peciña liegt am Ende einer Stichstraße bei der Einsiedelei Santa María de La Piscina, in Peciña, nordöstlich von San Vicente de la Sonsierra in der Region La Rioja in Spanien. 
Neben der Kapelle, liegen auf einem sanften Hang 53 Felsgräber. Diejenigen aus der Mitte des 10. Jahrhunderts werden Tumba Olèrdolana genannt, sind anthropomorph und in den Kalksteinfels geschlagen. Die des 12. Jahrhunderts sind aus Platten und der Rest sind später angelegte eckige Sarkophage. 
Santa María de La Piscina ist das vollständigste und am besten erhaltene Gebäude der Romanik in La Rioja, das im 12. Jahrhundert ohne große spätere Ergänzungen gebaut wurde. Die Existenz von Gräbern aus der Zeit vor dem Bau der Kapelle zeigt, dass das Gebiet bereits zuvor besiedelt war.

Nekropole von Peciña
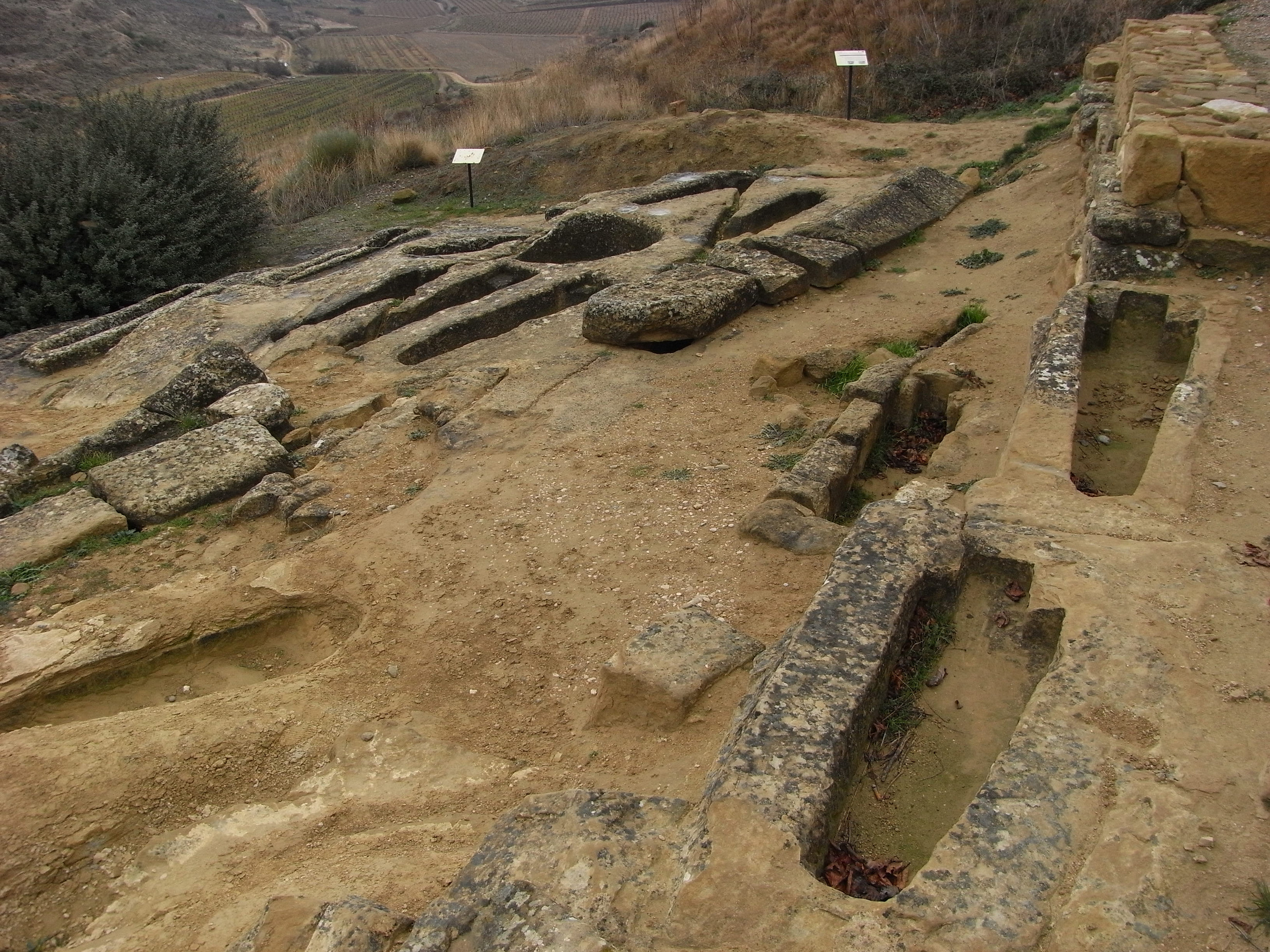
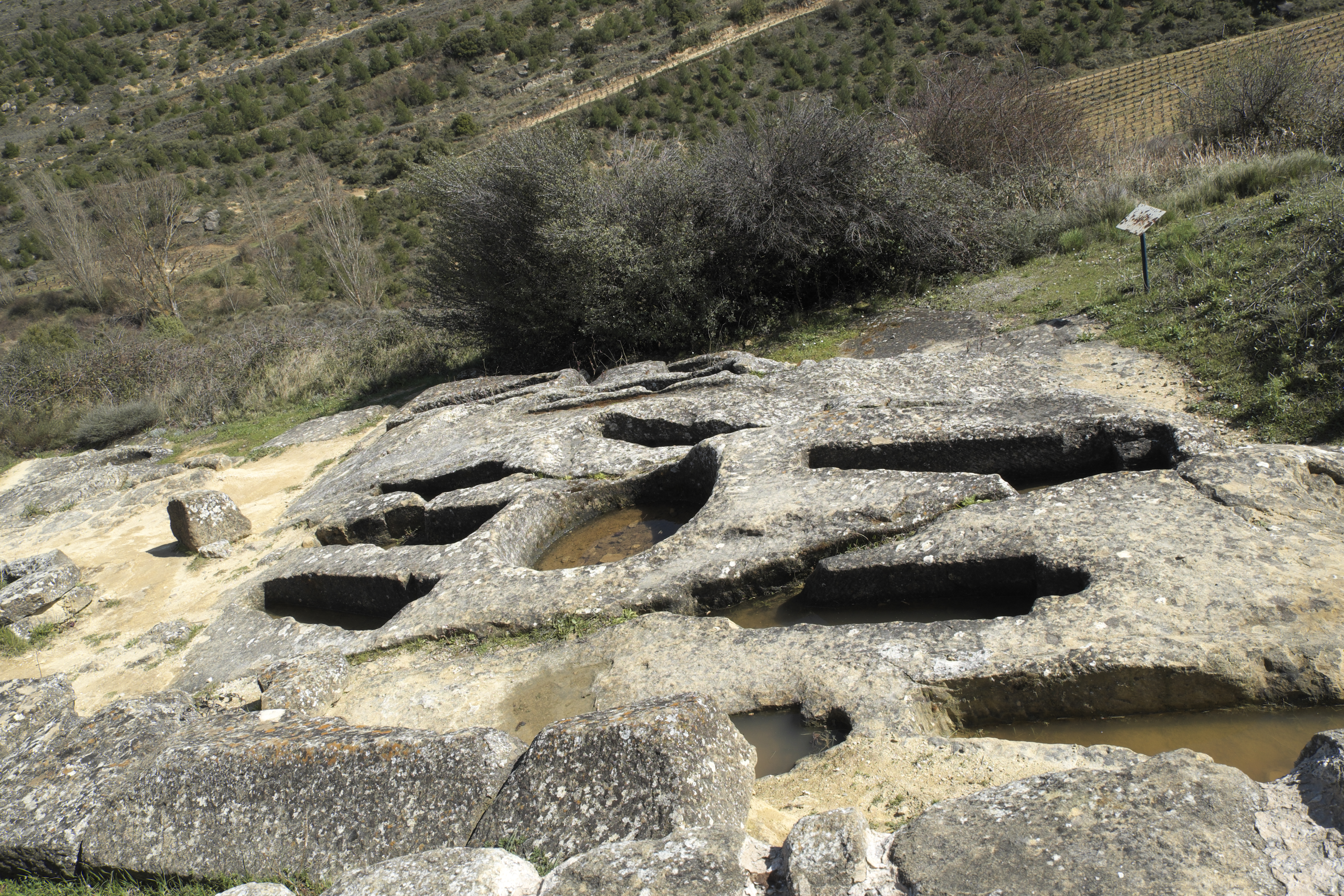
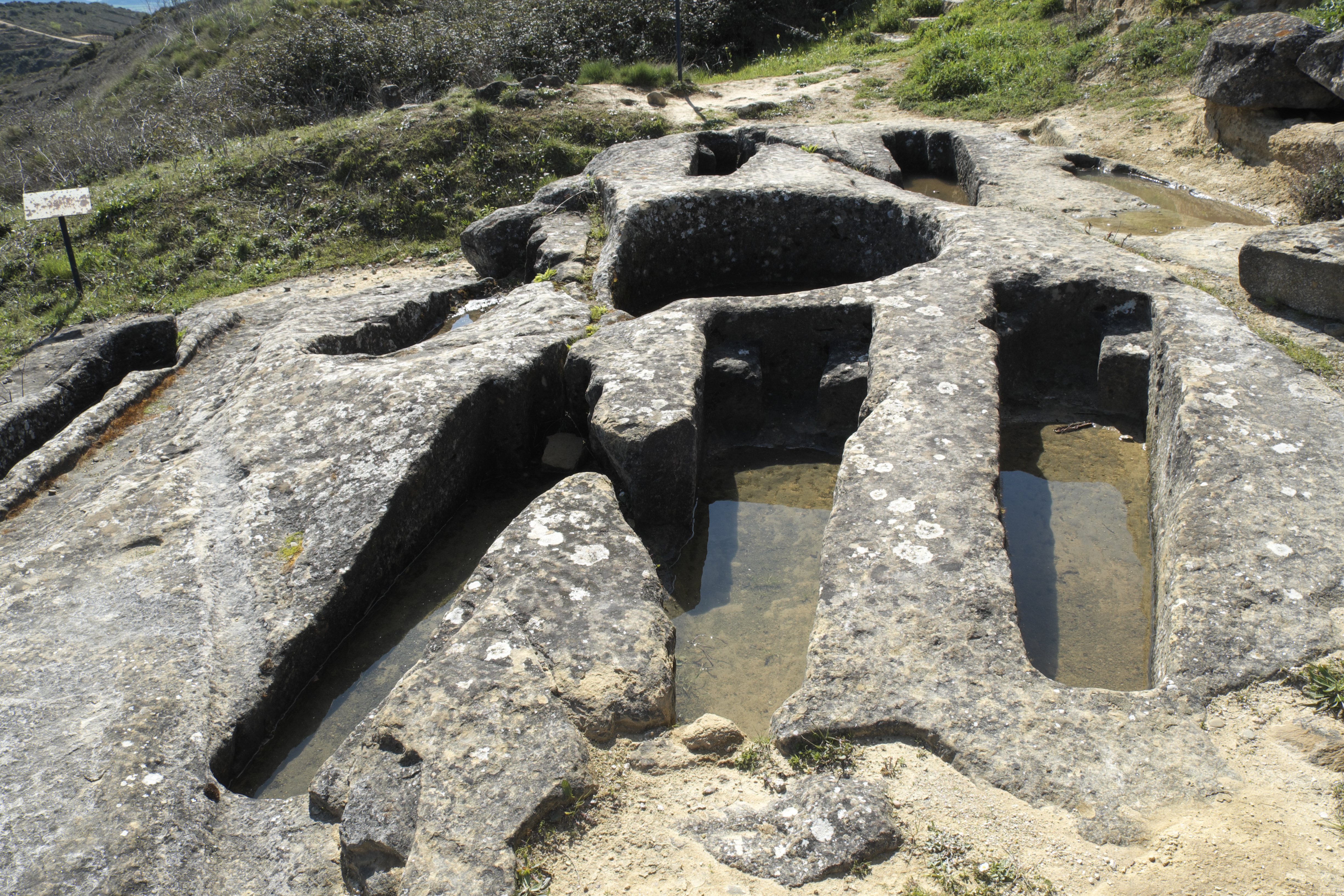

## Der Dolmen La Cascaja
Der 1953 von Domingo Fernández de Medrano und Basilio Osaba entdeckte und ausgegrabene Dolmen von La Cascaja liegt etwa 300 m südlich der Einsiedelei und ist ein Gangdolmen dessen Struktur nahezu erhalten ist. Der Zugang ist in zwei Teile unterteilt. Im Inneren bilden sechs Sandsteinplatten die sechseckige Kammer von etwa 1,8 auf 1,7 m. Menschliche Überreste von etwa 31 Personen sowie Feuersteinstücke, Keramik und eine Bronzespitze wurden gefunden.